# Самсонов, Михаил Андреевич
Михаил Андреевич Самсонов (1918—2009) — советский учёный и педагог, диетолог, доктор медицинских наук, профессор, член-корреспондент АМН СССР (1975). Заслуженный деятель науки Российской Федерации (1998). Главный диетолог Министерства здравоохранения СССР.

## Биография
Родился 8 сентября 1918 года.
С 1942 по 1947 год обучался на Крымском медицинском институте. C 1947 по 1951 год на клинической работе в Новосибирской городской больнице в качестве врача. С 1951 по 1954 год на научно-педагогической работе в Новосибирском медицинском институте в должности ассистента госпитальной терапевтической клиники.
С 1954 по 1958 год на научной работе в ЦНИИ курортологии и физиотерапии в должностях: научный сотрудник и заведующий терапевтической клиникой. С 1958 по 1965 год на научной работе в Институте ревматизма АМН СССР в должности заведующего отделом. С 1965 года на научно-исследовательской работе в НИИ питания АМН СССР (с 1991 года НИИ питания РАМН) в должностях — заведующий отделением сердечно-сосудистой патологии, на 1996 год — руководитель Российского центра по диетологии и разгрузочно-диетической терапии этого института.

### Научно-педагогическая деятельность
Основная научно-педагогическая деятельность М. А. Самсонова была связана с вопросами в области диетологии и нутрициологии. Под руководством М. А. Самсонова был разработан метаболический принцип построения лечебного питания при заболеваниях почек, ревматизме и атеросклерозе, в основе которого лежала приспособленность диетического питания к характеру и уровню нарушений отдельных звеньев обмена веществ. М. А. Самсонов являлся — главным диетологом Министерства здравоохранения СССР, организатором и первым председателем секции лечебного питания Московского терапевтического научного общества, председателем проблемной комиссии лечебного питания Научного совета «Медицинские проблемы питания» при АМН СССР, а также почётным членом Болгарского нутрициологического научного общества.
В 1975 году он был избран член-корреспондентом АМН СССР. Под руководством М. А. Самсонова было написано около ста восьмидесяти научных работ, в том числе монографий. Под его руководством было защищено около 23 докторских и кандидатских диссертаций. Он являлся заместителем ответственного редактора редакционного отдела «Питание» Большой медицинской энциклопедии. В 1998 году за заслуги в научной деятельности ему было присвоено почётное звание Заслуженный деятель науки Российской Федерации.
Скончался 30 сентября 2009 года в Москве. Похоронен на Котляковском кладбище.

## Награды
- Орден Красной Звезды
- Орден «Знак Почёта»

### Звания
- Заслуженный деятель науки Российской Федерации (1998)